# Notoxus pericarti
Notoxus pericarti es una especie de coleóptero de la familia Anthicidae.

## Distribución geográfica
Habita en Chad.